# Jean-Paul Tony-Helissey
Jean-Paul Tony-Helissey, né Helissey le 28 mars 1990 à Pointe-à-Pitre, est un escrimeur français, spécialiste du fleuret, vice-champion olympique par équipe aux Jeux d'été de 2016. 

## Carrière sportive
Il est champion d'Europe junior individuel et médaillé de bronze junior par équipe en 2007, médaillé de bronze par équipe aux Mondiaux junior de 2008 et 2010 et médaillé de bronze par équipe à l'Universiade d'été de 2013.
Il remporte la médaille de bronze aux Jeux européens de 2015 à Bakou. 
Il remporte la médaille d'argent au terme de l'épreuve de fleuret par équipes lors des Jeux olympiques de 2016 à Rio de Janeiro, aux côtés d'Erwann Le Péchoux, Enzo Lefort et Jérémy Cadot.

## Palmarès
- Jeux olympiques
  -  Médaille d'argent au fleuret par équipe aux Jeux olympiques de 2016 à Rio de Janeiro[3]

## Distinctions
- Chevalier de l'ordre national du Mérite le 1er décembre 2016[4]